# Gle Baris Meria
Gle Baris Meria är en kulle i Indonesien.   Den ligger i provinsen Aceh, i den västra delen av landet, 1 800 km nordväst om huvudstaden Jakarta. Toppen på Gle Baris Meria är 322 meter över havet.
Terrängen runt Gle Baris Meria är varierad.Runt Gle Baris Meria är det ganska glesbefolkat, med 34 invånare per kvadratkilometer. I omgivningarna runt Gle Baris Meria växer i huvudsak städsegrön lövskog.